# Muziek in 1991
Dit artikel gaat over muziek uit het jaar 1991.

## Klassieke muziek
- 23 april: eerste uitvoering van Architectonics III van Erkki-Sven Tüür
- 18 mei: eerste uitvoering van Strijkkwartet nr. 1 van Seppo Pohjola
- 28 mei: eerste uitvoering van Symfonie nr. 4 van David Matthews
- 8 augustus: eerste uitvoering van Chantefleurs et chantefables van Witold Lutosławski
- 14 augustus: eerste uitvoering van Divertimentos van Leonardo Balada
- 8 september: eerste uitvoering van Symfonie nr. 1 (Balsis) van Pēteris Vasks
- 16 september: eerste uitvoering van Sonate voor cello en piano nr. 2 van Einojuhani Rautavaara
- 11 november: eerste uitvoering van El Dorado van John Adams
- 19 november: eerste uitvoering van Kamersymfonie nr. 3 van Mieczysław Weinberg
- 20 november: eerste uitvoering van Symfonie nr. 3 van David Maslanka

## Populaire muziek
In 1991 brak het genre Grunge door, mede dankzij Nirvana's album Nevermind en single "Smells Like Teen Spirit". Later kwamen de bands Alice in Chains, Pearl Jam en Soundgarden met hun doorbraak.

#### Gebeurtenissen
Queens frontman Freddie Mercury maakte bekend dat hij de ziekte aids had. Één dag later, op 24 november 1991, overleed hij. Red Hot Chili Peppers braken door naar de mainstream met het album Blood Sugar Sex Magik.

### Bands gevormd
- 2 Unlimited
- AFI
- Bassheads
- Bratmobile
- Candlebox
- Cracker
- Cradle of Filth
- Dave Matthews Band
- Digable Planets
- Dubtribe Sound System
- Fools Garden
- Glue Gun (onder de naam Glü Gun)
- Hardfloor
- Huggy Bear
- Kamelot
- Liquid
- Local H
- Love Battery
- moe.
- Oasis
- The Phunk Junkeez
- Radiohead
- Rage Against the Machine
- Rancid
- Salt Tank
- Shakira
- Stabbing Westward
- Sublime
- Unwritten Law
- Vertical Horizon

### Bands uit elkaar gegaan
- Devo
- Jane's Addiction
- The Replacements
- Talking Heads
- N.W.A
- Galaxie 500
- The Primitives
- Transvision Vamp
- Bronski Beat
- Talk Talk
- Mantronix
- Moev
- This Mortal Coil
- The Men They Couldn't Hang
- The La's
- Bros
- Furniture
- Fields of the Nephilim

### Hitlijsten
Bestverkochte singles in Nederland:
1. Bryan Adams - (Everything I Do) I Do It for You
2. Mannenkoor Karrespoor - Mooi man
3. Extreme - More Than Words
4. R.E.M. - Losing My Religion
5. Raymond van het Groenewoud - Liefde voor muziek
6. Salt-n-Pepa - Let's Talk About Sex
7. L.A. Style - James Brown Is Dead
8. Scorpions - Wind of Change
9. Sniff 'n' the Tears - Driver's Seat
10. C&C Music Factory & Freedom Williams - Gonna Make You Sweat (Everybody Dance Now)

Bestverkochte albums in Nederland:
1. Dire Straits - On Every Street
2. R.E.M. - Out of Time
3. Soundtrack - Grease
4. Lenny Kravitz - Mama Said
5. Roxette - Joyride
6. Phil Collins - Serious Hits Live
7. Bob Marley & The Wailers - Legend
8. Eurythmics - Greatest Hits
9. Queen - Innuendo
10. Gloria Estefan - Into the Light

## Wedstrijden
- Eurovisiesongfestival
- Eurovision Young Dancers

## Festivals
- Pinkpop

Muziek in: 1940 · 1941 · 1942 · 1943 · 1944 · 1945 · 1946 · 1947 · 1948 · 1949 · 1950 · 1951 · 1952 · 1953 · 1954 · 1955 · 1956 · 1957 · 1958 · 1959 · 1960 · 1961 · 1962 · 1963 · 1964 · 1965 · 1966 · 1967 · 1968 · 1969 · 1970 · 1971 · 1972 · 1973 · 1974 · 1975 · 1976 · 1977 · 1978 · 1979 · 1980 · 1981 · 1982 · 1983 · 1984 · 1985 · 1986 · 1987 · 1988 · 1989 · 1990 · 1991 · 1992 · 1993 · 1994 · 1995 · 1996 · 1997 · 1998 · 1999 · 2000 · 2001 · 2002 · 2003 · 2004 · 2005 · 2006 · 2007 · 2008 · 2009 · 2010 · 2011 · 2012 · 2013 · 2014 · 2015 · 2016 · 2017 · 2018 · 2019 · 2020 · 2021 · 2022 - 2023